# Hennie Top

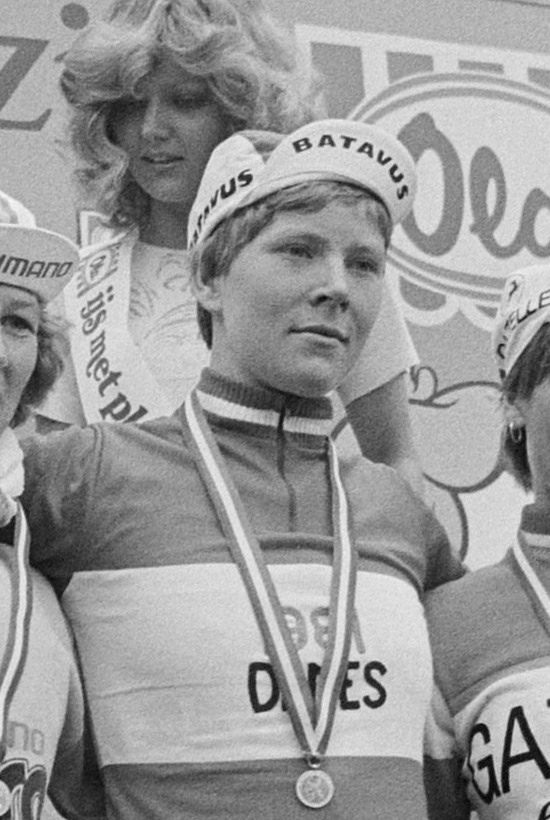
Hennie Top 1981

Hendrikje „Hennie“ Top, auch Henny Top, (* 23. August 1956 in Wekerom) ist eine ehemalige niederländische Radrennfahrerin und spätere Radsporttrainerin.
Nachdem Henny Top 1979 niederländische Vize-Meisterin im Straßenrennen geworden war, errang sie in den folgenden drei Jahren dreimal in Folge den Titel. 1984 wurde sie nochmals Dritte. Im selben Jahr startete sie bei den Olympischen Spielen in Los Angeles im Straßenrennen und belegte Platz 39. Bei der Grande Boucle Féminine 1985 gewann sie zwei Etappen, 1987 die US-amerikanische Tour of Somerville.
Von Anfang bis Mitte der 1990er Jahre war Henny Top Coach des US-amerikanischen Frauen-Nationalteams.